# Shenzhen
Shenzhen (IPA [ʂə́n.ʈʂə̂n], 深圳S, ShēnzhènP ) nota in cantonese come Sam¹ zan³ è una città sub-provinciale della Cina appartenente alla provincia del Guangdong, nella Cina continentale meridionale. Trovandosi immediatamente a nord della regione amministrativa speciale di Hong Kong, detiene lo stato amministrativo sub-provinciale, che le attribuisce poteri leggermente diversi e limitati rispetto alla provincia di appartenenza, ma superiori a quelli di una normale città. Nel 2018, con 13 milioni di abitanti, è la terza economia della Cina e la quarta città più popolosa. La città di Shenzhen è collegata a Hong Kong, Macao, Canton, Foshan, Huizhou, Dongguan, Zhuhai, Zhongshan e Jiangmen. È la più grande area metropolitana della Cina.
Considerata una delle città più evolute della Cina continentale, si è sviluppata a partire dagli anni '80 del XX secolo quale snodo cruciale dei trasporti tra Hong Kong e la Cina e risulta il centro più importante per l'elettronica in Cina, tanto da essere soprannominata "la Silicon Valley cinese". Dal 1991 è sede della borsa di Shenzhen, seconda piazza finanziaria della Repubblica Popolare Cinese.
In Cina, Shenzhen è una città caratterizzata dall'“innovazione”. Gli abitanti di Shenzhen sono costituiti da immigrati provenienti da tutta la Cina, possiedono la struttura demografica più giovane del paese e una cultura urbana contro la discriminazione.

## Storia

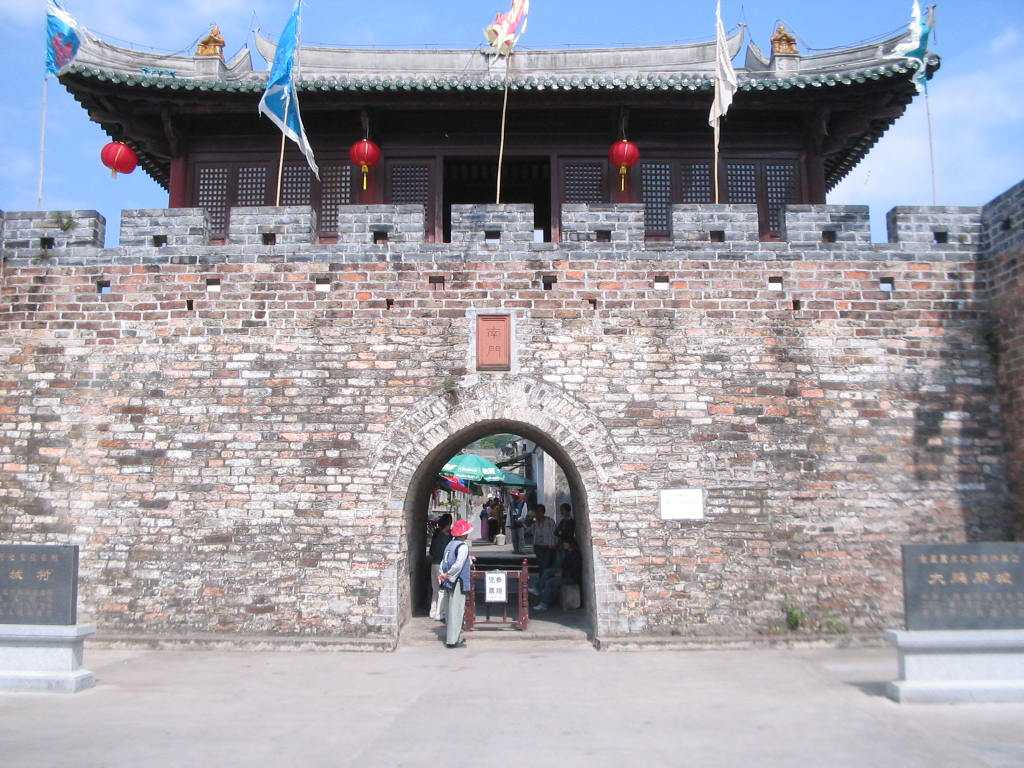
Porta Dapeng

Shenzhen era semplicemente una città-mercato composta da 30.000 persone lungo la rotta ferroviaria di Kowloon-Canton. Per sfuggire alle persecuzioni da parte del Partito Comunista Cinese, circa 560.000 rifugiati cinesi sono fuggiti da qui nel periodo tra il 1950 e il 1970.
Nel 1979 fu ufficialmente nominata città e successivamente, nel maggio 1980, Deng Xiaoping decise di lanciare uno dei più audaci esperimenti economici mai tentati prima.
Con Shenzhen si dà inizio al piano sperimentale per trasformare il modello economico cinese tradizionale in un modello più liberale e aperto a investimenti provenienti da compagnie estere e permettere a quest'ultime di potersi insediare ed operare all'interno della prima "zona economica speciale" in Cina (SEZ). La posizione di Shenzhen rappresenta quasi un'espansione di Hong Kong, i cui investimenti l'hanno fatta crescere rapidamente.
Shenzhen è diventata la quarta città più grande della Cina e ha superato Hong Kong in termini di economia e popolazione nel 2017.

## Amministrazione
La municipalità di Shenzhen è costituita da sei distretti: Luohu (羅湖), Futian (福田), Nanshan
(南山), Yantian (鹽田), Bao'an (寶安), e Longgang (龍崗). Gli ultimi due distretti non fanno parte della Zona economica speciale.
Situata al centro della Zona economica speciale e adiacente ad Hong Kong, Luohu/Lowu è il centro finanziario e commerciale della città.
Occupa una superficie di 78,89 km². Futian è la sede del Governo Municipale ed è il cuore della Zona Economica Speciale. Occupa un'area pari a 78,04 km². Nanshan è la località prescelta dalle industrie di alta tecnologia ed è situata nella parte occidentale della Zona
Economica Speciale. Yantian (75,68 km²) ospita il porto omonimo. Bao'an (712,92 km²) e Longgang (844,07 km²) sono rispettivamente a nord-ovest e a nord-est di Shenzhen.

### Gemellaggi
Shenzhen è gemellata con:
- Brisbane, dal 1992
- Norimberga, dal 1997
- Poznań, dal 1993
- Kingston, dal 1995
- Lomé, dal 1996
- Tsukuba
- Houston, dal 1986
- Brescia, dal 1991
- Bogor
- Haifa, dal 2012
- Berna, dal 2015

Ha accordi di collaborazione con:
- Torino

## Geografia e clima
L'estremità di Shenzhen è posta sul delta del Fiume delle Perle. La superficie totale della città di Shenzhen è di 1.996,78 chilometri quadrati e l'area sotto la sua giurisdizione è edificata al 100%. Il terreno è prevalentemente collinare con un'altitudine media di 82 metri. La montagna di Wutong, situata ad est del distretto urbano, è la cima più alta di Shenzhen, con un'altitudine di 943,7 metri.
È una città emergente che ha poche industrie pesanti, quindi gode della migliore qualità dell'aria tra le grandi città cinesi. Ha una grande biodiversità e ospita molte specie di animali selvatici protetti, come la rana tigrata, il pitone, il macaco, il civettone grande, il leopardo nebuloso, il pangolino e altri.
Shenzhen è una regione costiera subtropicale, umida e calda, con piogge e calore che coincidono nello stesso periodo. Ha la grande capacità portante dell'ambiente. La temperatura media annuale è di 23.0℃; il mese più freddo è gennaio con una temperatura media di 15.4℃, mentre il mese più caldo è luglio con una temperatura media di 28.9℃; la temperatura massima storica registrata è stata di 38.7℃ il 10 luglio 1980, e la temperatura minima storica di 0.2℃ l'11 febbraio 1957; le ore di sole annuali medie sono 1837.6; la media delle precipitazioni annuali è di 1935.8 millimetri.

## Società

### Evoluzione demografica
Grazie alla creazione della Zona Economica Speciale e alle grandi opportunità economiche, la popolazione è cresciuta esponenzialmente a partire dal 1978, tanto che si tratta dell'area urbana che ha registrato la crescita più veloce al mondo nella seconda metà del XX secolo, passando da circa 20 000 a 13,5 milioni di abitanti in soli trent'anni. Il minor costo del lavoro di Shenzhen rispetto alla vicina Hong Kong ha notevolmente contribuito al suo rapido sviluppo economico.
Molti sono i pendolari che ogni giorno attraversano la frontiera tra Hong Kong e Shenzhen: sebbene facciano entrambe parte della Repubblica Popolare Cinese, l'accesso alla regione amministrativa speciale di Hong Kong è sottoposto a limitazioni. I cittadini di Hong Kong generalmente entrano nella Zona Economica Speciale di Shenzhen per avvantaggiarsi dei minori prezzi dei prodotti commercializzati. Le autorità governative a partire dal luglio 2003 hanno eliminato molte restrizioni imposte ai cittadini di Shenzhen, Canton, Pechino, Shanghai e alcune altre città cinesi che di fatto limitavano le possibilità di visitare Hong Kong. L'immigrazione dalle altre province cinesi alla municipalità di Shenzhen è rigidamente regolata dal sistema hukou. Molti sono i contadini che lasciano le regioni rurali del paese alla ricerca di un lavoro nel settore manifatturiero e immobiliare. Le restrizioni all'immigrazione hanno determinato il rapido sorgere di diverse città appena fuori Shenzhen abitate principalmente da immigrati dalle province più povere.

### Religione
|                               |                               |  |     |     |
| ----------------------------- | ----------------------------- |  | --- | --- |
| religione tradizionale cinese | religione tradizionale cinese |  | 37% | 37% |
| Buddhismo                     | Buddhismo                     |  | 26% | 26% |
| Taoismo                       | Taoismo                       |  | 18% | 18% |
| non religiosi e atei          | non religiosi e atei          |  | 15% | 15% |
| Cristianesimo                 | Cristianesimo                 |  | 2%  | 2%  |
| Islam                         | Islam                         |  | 2%  | 2%  |

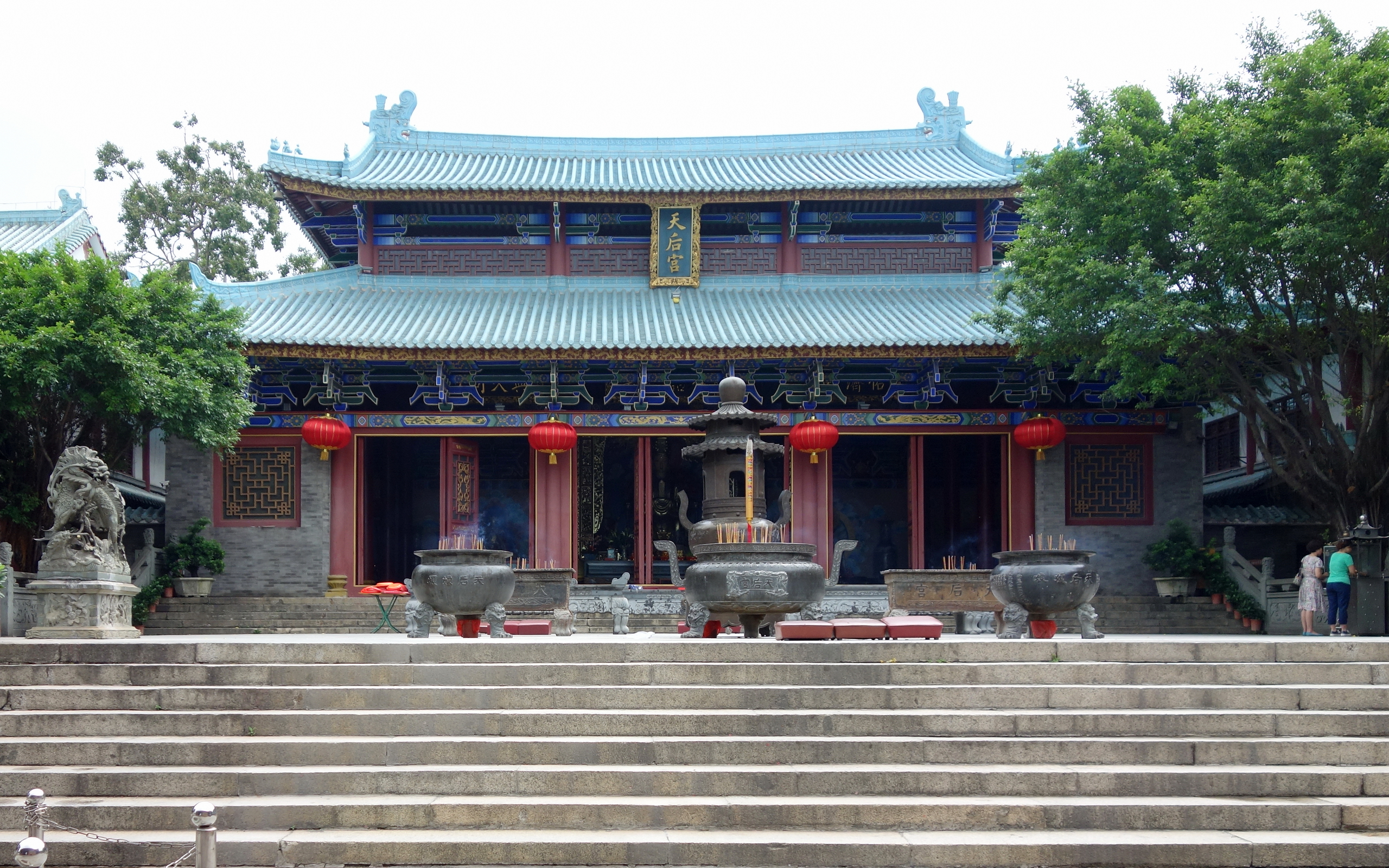
Tempio della Regina del Cielo (Tianhou, o in lingua locale Tinhau), Mazu, a Chiwan.

Secondo rilevamenti statistici, effettuati nel 2010 dall'Università della Carolina del Sud, il 37% della popolazione di Shenzhen pratica religioni tradizionali e culti popolari cinesi, il 26% è costituito da buddisti, il 18% taoisti, il 2% cristiani e un altro 2% è costituito da musulmani. Il restante 15% della popolazione non aderisce ad alcuna religione o è costituito da atei.

## Economia

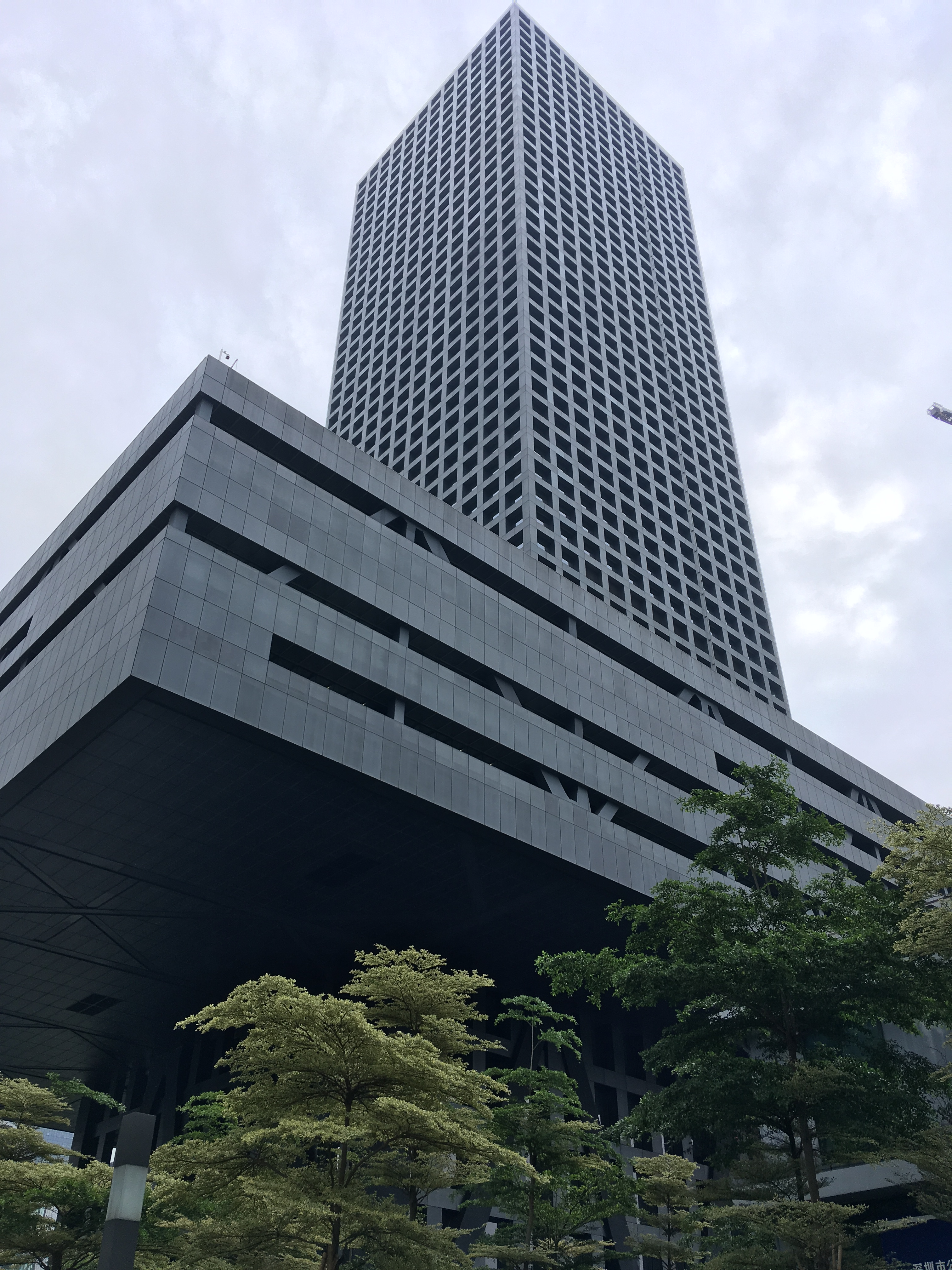
La Borsa di Shenzhen

Shenzhen è vicino a Hong Kong ed è la finestra principale per l'ingresso di capitale straniero e tecnologia in Cina. Nel 2001, la popolazione occupata di Shenzhen ha raggiunto i 3,3 milioni. Sebbene il settore industriale contribuisca maggiormente
all'occupazione della città (1,85 milioni nel 2001), il settore terziario cresce velocemente (1,44 milioni nel 2001). Nel 2018, la popolazione occupata di Shenzhen ha superato 13 milioni. L'area metropolitana di Shenzhen-Hong Kong è diventata la più grande area metropolitana della Cina. Grande Baia Guangdong-Hong Kong-Macao ha una popolazione di 70 milioni.
Grazie al vantaggio dell'agglomerazione industriale, Shenzhen riesce spesso a creare sinergie tra diversi settori industriali, risultando nella produzione di nuovi prodotti. Pertanto, è difficile tenere il passo con il ritmo di aggiornamento dei simboli linguistici rispetto ai cambiamenti dell'industria di Shenzhen.

### Tecnologia dell'informazione
Shenzhen è il principale centro industriale tecnologico della Cina. Inoltre a Longhua (Shenzhen) è stanziata la fabbrica più grande al mondo della Foxconn, con stime approssimative che indicano dai 250000 al mezzo milione di lavoratori impiegati. A Shenzhen hanno sede Huawei/Honor (marchio), Tencent, DJI, Oukitel, Doogee, TP-LINK, Globalegrow e OnePlus, brand costruttrici di dispositivi di telefonia mobile e di comunicazioni.

### Biotecnologia
- BGI Genomics, ha condotto numerose ricerche sui geni umani.

### Finanza
Nel dicembre del 1990 è stata inaugurata la borsa di Shenzhen, il mercato finanziario regolamentato della città.
Anche Shanghai è sede di una borsa valori.

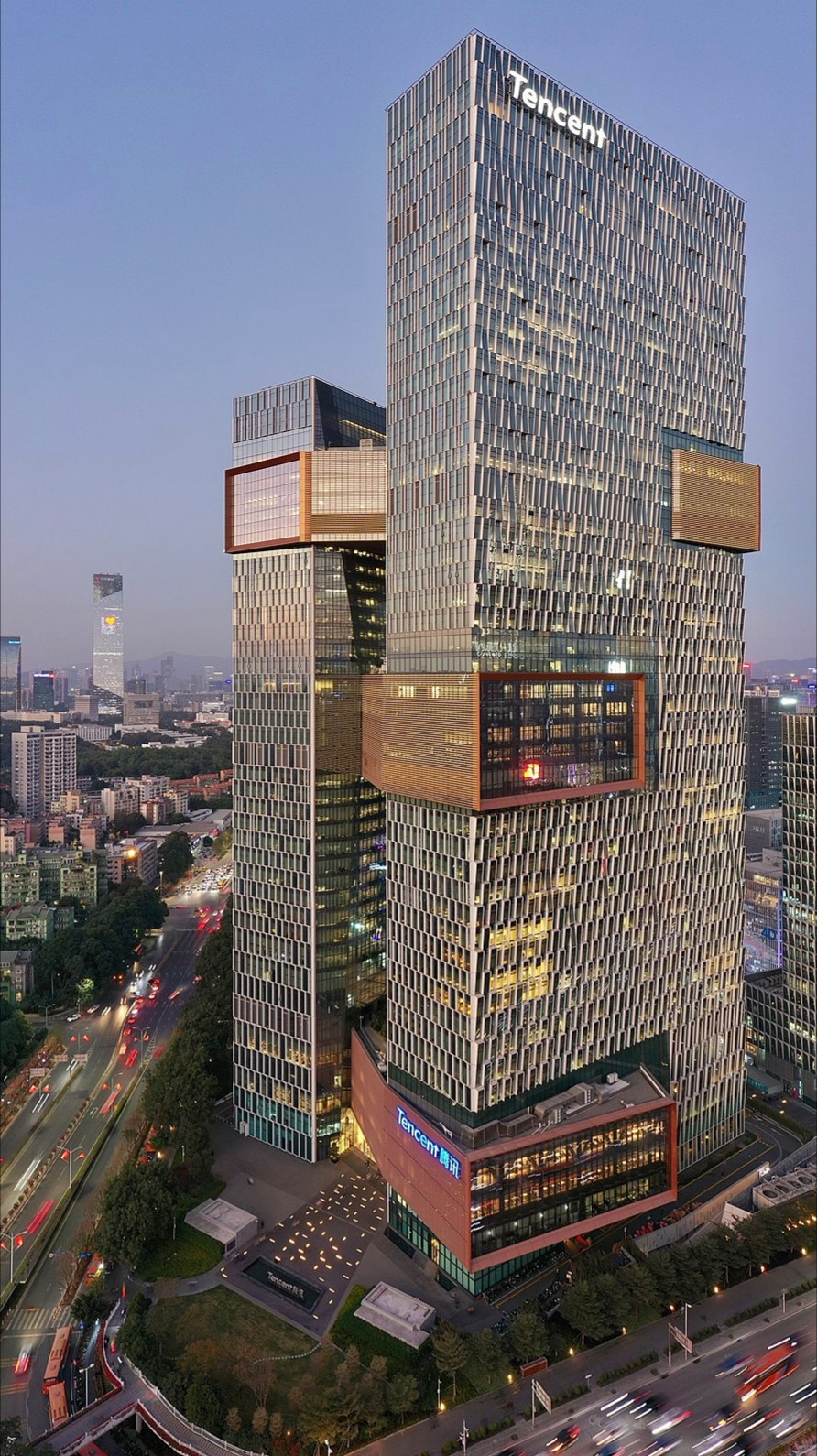
Tencent, La più grande azienda Internet della Cina

### Logistica
I maggiori terminal portuali di Shenzhen sono: "Yantian International Container Terminals", "Chiwan Container Terminals", "Shekou Container Terminals" e "China Merchants Port and Shenzhen Haixing (Mawan port)". Nel 2017, il porto di Shenzhen è stato il terzo porto per container più grande del mondo.

### Auto elettrica
- BYD Company, Uno dei più grandi produttori cinesi di celle solari e di automobili elettriche.

### Abbigliamento e moda
Shenzhen è un centro dell'industria dell'abbigliamento in Cina, e il Nanyou Clothing City (南油服装城) offre una vasta gamma di abbigliamento all'ingrosso. La Shenzhen Fashion Week si tiene dal 2015.

## Cultura

### Istruzione
- Università di Shenzhen
- Università Meridionale di Scienza and Tecnologia
- Università cinese di Hong Kong, Shenzhen
- Università MSU-BIT Shenzhen
- Università Tecnica di Shenzhen
- Politecnico di Shenzhen

### Sport

XXVI Universiade

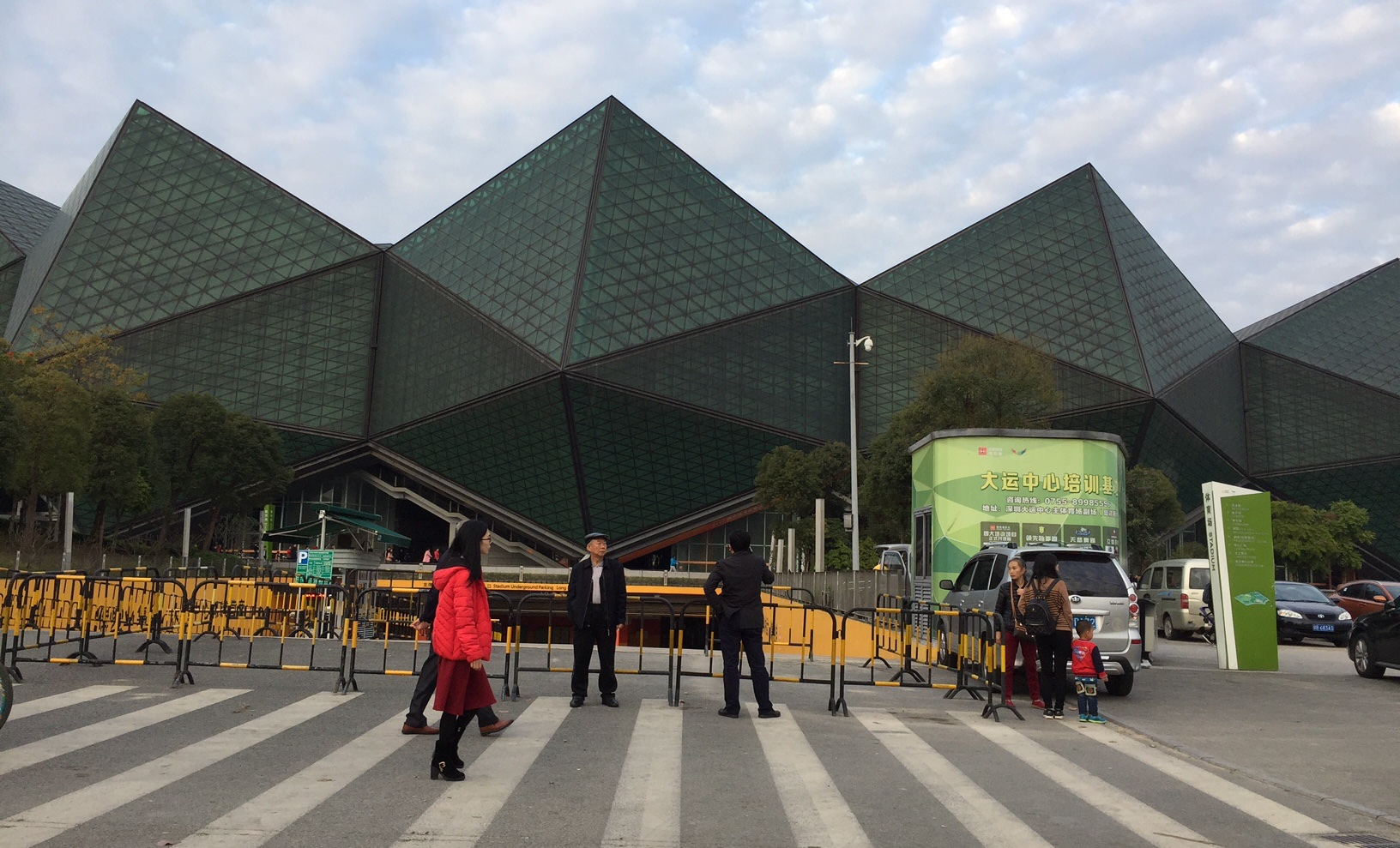
Centro sportivo dell'Universiade di ShenZhen

Dal 12 al 23 agosto 2011 Shenzen è stata sede della XXVI Universiade.

### Cultura popolare

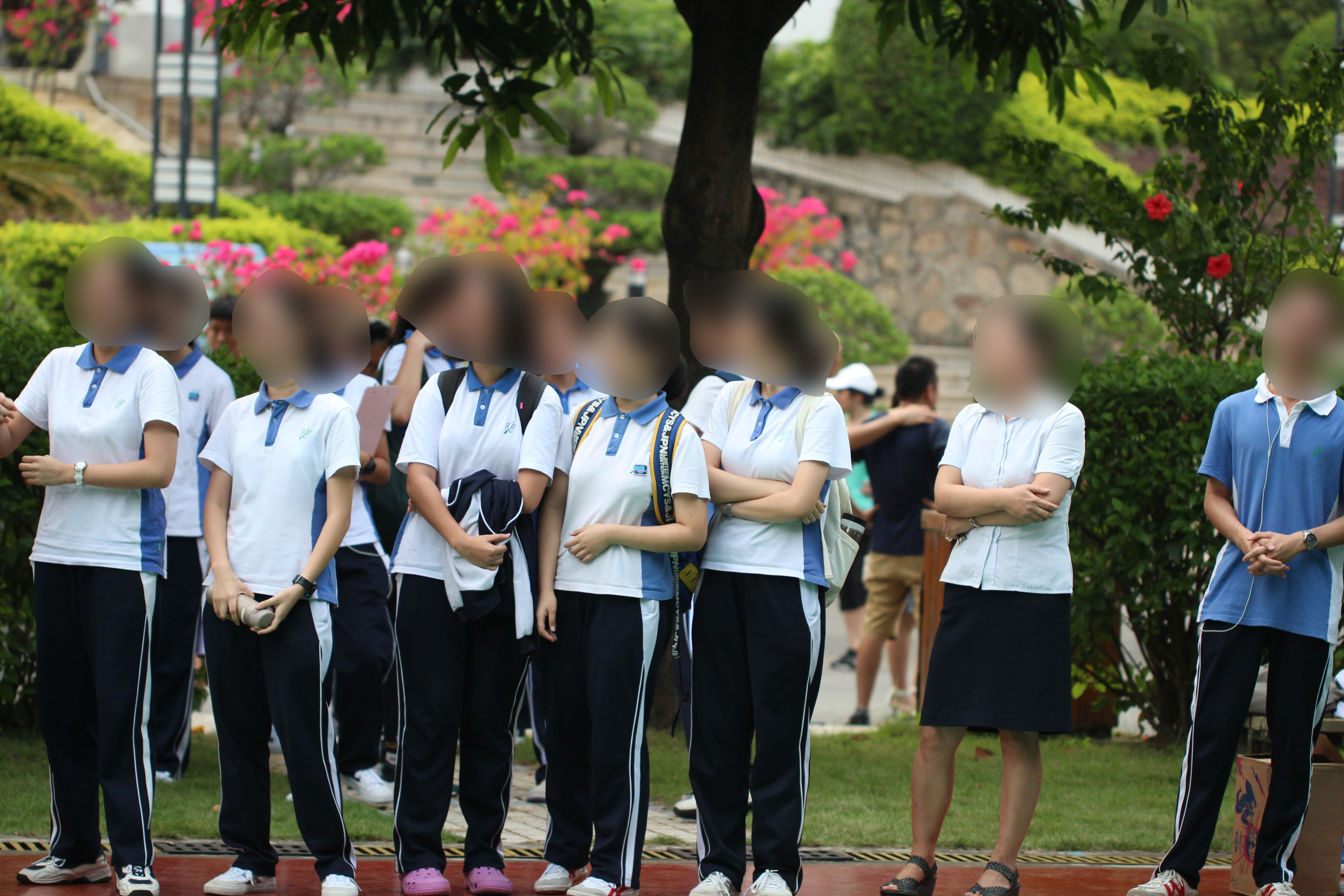
Uniformi scolastiche di Shenzhen

- Uniformi scolastiche di Shenzhen. Shenzhen ha un'uniforme scolastica standardizzata a livello cittadino per le scuole primarie e secondarie. Le uniformi presentano una combinazione di colori blu e bianco, con i colori invertiti per ragazzi e ragazze. Questo famoso set di uniformi è rappresentativo delle uniformi degli studenti cinesi. È spesso indossato da celebrità di Internet e personaggi di anime.

### Eventi
- Settimana della moda di Shenzhen, si tiene due volte all'anno dal 2014, in primavera ed in autunno.

### Monumenti e luoghi d'interesse
A partire dal 2017, Shenzhen è la città con il maggior numero di grattacieli al mondo. Attualmente, conta 185 grattacieli alti più di 200 metri, classificandosi al primo posto a livello globale, e il numero continua a crescere.
- Ping An Finance Centre
- KK100
- China Resources Headquarters
- Shenzhen Special Zone Press Tower
- Window of the World Theme Park
- Splendid China Theme Park
- Wutong Montain National Park
- Parco tematico militare Minsk World
- Campo vecchio, Università di Shenzhen

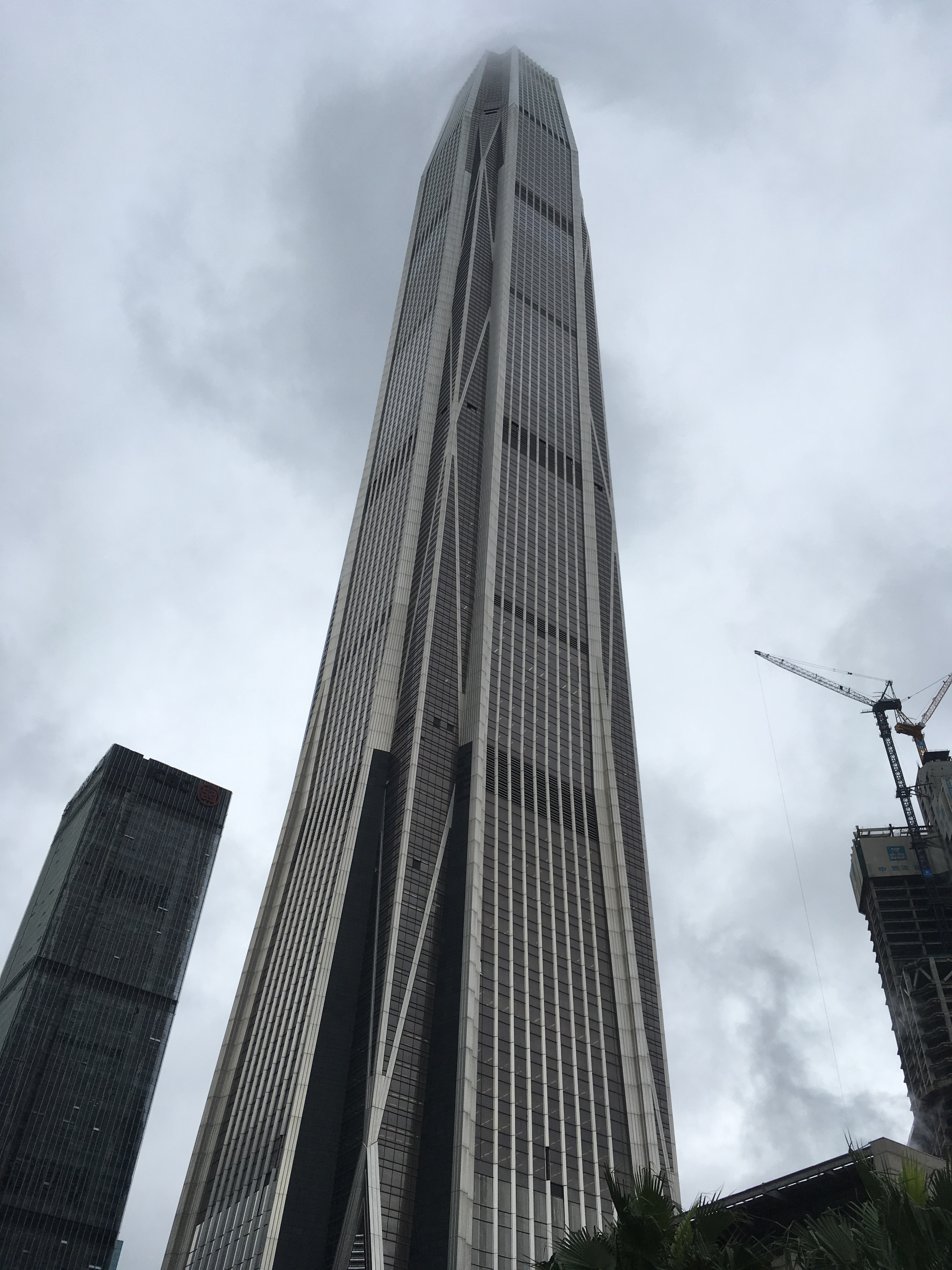
Ping An Finance Centre, un grattacielo di 115 piani

## Infrastrutture e trasporti
È possibile entrare nella Cina continentale attraverso l'Aeroporto di Shenzhen-Bao'an, il porto di Shekou e i vari valichi di frontiera tra Shenzhen e Hong Kong.
L'aeroporto di Shenzhen, situato nel distretto di Bao'an, è il quarto più grande aeroporto della Cina e offre collegamenti diretti con diverse destinazioni globali, inclusi Roma, Milano. Esistono collegamenti con metro，autobus tra l'aeroporto e le città di Shenzhen e Hong Kong.

La stazione ferroviaria di Shenzhen consente collegamenti con varie città della Cina, e Hong Kong via Lowu/Luohu.
Dal febbraio 2003 è possibile attraversare con auto privata o autobus il confine stradale con Hong Kong 24 ore su 24.
Nel dicembre 2004 sono state inaugurate due linee di metropolitana che sono diventate 5 nel 2012. Al giugno 2022, la rete era composta da 16 linee, 306 stazioni e 555.6 km.